# شمال غربی فیلادلفیا
شمال غربی فیلادلفیا (به انگلیسی: Northwest Philadelphia) یک منطقهٔ مسکونی در ایالات متحده آمریکا است که در فیلادلفیا واقع شده‌است. شمال غربی فیلادلفیا ~۱۷۰٬۰۰۰~ نفر جمعیت دارد. این منطقه توسط ویسهیکن کریک به دو زیر بخش تقسیم می‌شود، شمال غربی فیلادلفیا و جنوب غربی فیلادلفیا.